# 오오카미 씨와 7명의 동료들
《오오카미 씨와 7명의 동료들》은 오키타 마사시의 라이트 노벨이다. 일러스터는 우나지가 담당하였다. 아스키 미디어 웍스의 전격 문고로부터 간행되고 있다.

## 개요
러브 코미디에 속하는 소설로, 작가가 '제1차 동화대전'이라고 칭했듯이, 동서양을 불문하고 《늑대와 7마리의 어린 산양》, 《빨간 두건》, 《숲의 료시》, 《우라시마 타로》, 《시타키리스즈메》, 《늑대 소년》, 《백마》, 《개미와 베짱이》, 《마녀》 등의 옛날 이야기ㆍ동화의 캐릭터가 작가의 편견이나 취미에 의해 편집되어 등장한다.
내용은 3인칭 시점에서 진행하지만, 도중에 캐릭터가 자주 시점을 간섭하는 것이 특징이다.
전체적으로 단편집과 같은 형태를 취하고 있지만, 각 단락별로 〈(~~) 오오카미 씨(린고 양, 료 군 , 파생 시에는 지조 씨의 경우도 있다)~~〉라고 하는 제목이 붙어 있어 구체적인 단락으로는 나누진 않고 있다.(제목 부분의 〈(~~)〉는 일부의 단락에게만 붙어 있는 것을 나타낸다.)
《월간 코믹 전격 대왕》 2010년 4월호부터 만화판이 연재 중이며, 2010년 7월부터 9월에 걸쳐 텔레비전 애니메이션이 방송되었다.
누계 발행 부수는 2010년 8월의 시점에서 130만 부이다.
2015년 11월 28일에 플레이스테이션 Vita는 오오카미씨와 7명 동료들과 뮤우뮤우가 발매 예정이다.

## 내용
사립 오토기 학원에 다니는 고교 1학년의 오오카미 료코와 아카이 링고는 료코에게 고백하는 모리노 료시를 그들이 소속된 오토기 학원 '학생 상호부조' 협회(통칭：오토기 은행)의 회원으로 만들어 협력하면서 오늘도 제멋대로 세상을 위해 싸워 나간다.

## 등장 인물
※ 등장인물 이름 아래는 #애니메이션 성우의 이름.
오오카미 료쿄 (일본어: 大神 涼子)
이토 시즈카
狼.
여주인공. 지문에서는 '오오카미 씨'라고 표기. 오토기 학원 고등부 1학년 F조. 오토기 학원 학생 상호부조 협회(이하 오토기 은행)의 부원.
늠름한 눈과 힘이 빠지만 보이는 송곳니를 소유한 소녀. 제복은 깊은 슬릿과 스카프, 벨트 외의 개조점은 볼 수 없다. 복싱을 하고 있으며, 불량배를 상대로 할 때는 '네코 네코 너클'(제작자: 마죠리카)를 착용한다.
언제나 사나운 남자 어조로 말하지만, 내면은 보통 여자 아이. 중등부 무렵에 있었던 사건을 아무도 믿어주지 않은 것이 원인.
그 반면, 이중으로 덮은 책장 안쪽에 숨겨서 볼 정도로, 소녀 소설을 좋아함. 개를 매우 좋아하여, 그대로 두면 계속해서 놈. 모리노 료시에 대해서는 많은 연정을 갖고 있지만, 드러내지는 않음.
이러한 취미를 들키고 나서부터 모리노 료시에 대한 태도도 바뀌는 중. 모리노 료시가 자신 이외의 여성과 교제하거나, 접촉하거나 하면 꽤 기분이 상하며, 모리노 료시에게 무시당한 날에는샌드백에 화풀이를 한다.
모리노 료시 (일본어: 森野 亮士
이리노 미유
森の猟師.
주인공. 오토기 학원 고등부 1학년 F조. 평상 시 눈매는 앞머리에 숨겨져 있음.
사람이 드문 시골에서 왔기 때문에 시선에 약하고, 계속 응시를 하면 패닉 상태에 빠지는 대인 공포증 및 시선 공포증을 지님. 주위로부터의 시선이 없거나, 극도의 격앙 또는 흥분 상태와 같이 타인의 시선을 의식하지 않게 되었을 때에는 본래의 남자다운 어조로 말함.
사냥꾼인 할아버지의 영향으로 파친코를 사용할 수 있으며, 더불어 시력이 좋아 백발백중의 솜씨를 지님.
입학 당초, 오오카미 료코에 반해 1주일간 미행 후, 고백을 하나 오오카미 료코가 따돌려 애매하게 되어 버림. 오오카미 료코의 '방패'가 될 것을 맹세함. 그 때, 아카이 린고에 의해 오토기 은행에 들어가게 된다. 이모가 운영하는 하숙집에서 다른 학생들과 하숙하며, 제복은 거의 개조되지 않음. 오오카미 료코를 위해서라면 대담한 행동을 서슴지 않게 취하기도 한다.
아카이 링고 (일본어: 赤井 林檎)
이토 가나에
赤い林檎
오토기 학원 고등부 1학년 F조.
고교생이라고는 생각되지 않을 정도의 작은 키를 지닌 소녀. 프릴의 스커트에 몸에 비해 큰 바구니를 가지고 있다. 사랑스러운 외모와는 반대로, 꽤 음험하고 어른용 만화 잡지를 커버 없이 읽을 수 있을 정도. 오토기 은행 지하 본점의 PC와 같이 일을 하여, 각 개인의 사생활 정보를 가지고 있다. 말의 끝은 '~이에요.'. 전기 쇼크건을 상비하고 있다. 2학년의 우사미 미미와 여러가지로 비슷함.
어릴 적 성은 '부스지마(毒島)'. 2살 연상의 시라유키 히메노는 이복누이.

## 만화
《오오카미 씨와 일곱 명의 동료들》의 제목으로, 《월간 코믹 전격 대왕》에서 2010년 4월호부터 연재 중이다. 작화는 스즈시로 구루미(珠洲城くるみ)가 하였다. 2010년 9월 27일에 제1권이 아스키 미디어 웍스로부터 발매되었다.

## 애니메이션
《오오카미 씨와 일곱 명의 동료들》의 제목으로, 2010년 7월부터 9월까지 AT-X 및 지바 TV 외 극초단파국(UHF局)계에서 전 12화로 방송되었다. 나레이션은 아라이 사토미가 담당하였다.

## 쓰는 말
오토기바나시 (일본어: 御伽花市)
일찍이 정재(政財)계에서 널리 알려진 현 오토기 학원장 아라가미 란부가 인재의 과소화에 고민하는 한 지방의 거리를 재력ㆍ권력ㆍ인맥 총동원의 특별 조처로 만든 학원 도시이다. 유등부부터 대학까지 갖춘 매머드교ㆍ오토기 학원을 시작으로 상질의 학습 환경을 갖춘 정돈되어 있는 학교가 설립되었고, 학생용의 레저 시설도 다수 가지고 있다. 더욱이 학생의 자주성이나 인간성을 닦기 위한, 일상에 적당한 난동을 일으킬 필요악으로서 오니가시마 고등학교나 오토기 은행을 설치하는 비밀리의 계획을 통해, 매년 다수의 유능한 인재를 사회에 배출하고 있다.
오토기 은행 (일본어: 御伽銀行)
정식명칭은 '오토기 학원 학생 상호부조 협회'(= 학원 학생 상호 부조 협회). 대표는 총재인 리스트지만, 진짜 대표는 학원 창시자 아라가미 란부. 절대적 신뢰와 공포로 오토기 학원에서 군림하는 만물장사, 정의의 아군이자, 학생의 방비손, 사회 부적합자의 집합소. 활동 내용은 학생끼리 서로 돕고 협력하여 학원 생활을 보다 좋게 하며, 학생들에게 충실한 학원 생활을 제공하는 것이다. 실제는 학생들에게 '대여'를 만들어, 후에 그것과 상응하는 '대여'를 협회에 돌려받는 은행과 같은 일을 하고 있다. 대체로 '대여'를 돌려 받는 것은 '대여'를 받은 학생이 졸업해 사회인이 되고 나서이다. 은행 외관은 바람이 분 것만으로도 무너질 것 같은 낡은 건물이지만, 지하에는 비밀 기지와 같이 숨겨진(입구는 식기장의 뒤편) 호화찬란한 공간이 있다.(여기를 회원은 지하 본점이라고 부르고 있다) 지상의 부실(부원은 여기를 지점이라고 부른다.) 손님 상대 등은 각 년조별 당번제이다.
용궁류방술 (일본어: 竜宮流房術)
용궁가(성이나 18금과 이름이 붙는 산업에 손을 벌리고 있는 용궁 그룹의 대표 집안)에 대대 전해지는 기술의 총칭.
소원
아라가미 란부가 오토기 학원의 '학생 상호부조'의 회원들과의 교환약속으로, 1년간 오토기 학원의 '학생 상호부조' 협회를 맡으면 학원을 졸업할 때에 소원을 실현시켜준다는 것으로,(즉, 3년간 근무하면 소원은 3개가 된다) 실현될 수 있는 범위 내에서 그 소원을 실현시켜주고 있다.